# Gianfranco Menegali
Gianfranco Menegali (Róma, 1933. június 17. – Trevignano Romano, 2016. november 1.) olasz nemzetközi labdarúgó-játékvezető. Polgári foglalkozása biztosítási ügyvéd.

## Pályafutása

### Nemzeti játékvezetés
A játékvezetői vizsgát 1958-ban szerezte meg, 1971-ben lett a Serie A labdarúgó bajnokságának játékvezetője. A Milán-Cagliari találkozón debütált a legmagasabb osztályban. Serie B mérkőzéseinek száma: 108. Első ligás mérkőzéseinek száma: 141.

### Nemzetközi játékvezetés
Az Olasz labdarúgó-szövetség Játékvezető Bizottsága (JB) terjesztette fel nemzetközi játékvezetőnek, a Nemzetközi Labdarúgó-szövetség (FIFA) 1974-től tartotta nyilván bírói keretében. Több nemzetek közötti válogatott és klubmérkőzést vezetett, vagy működő társának partbíróként segített. Az olasz nemzetközi játékvezetők rangsorában, a világbajnokság-Európa-bajnokság sorrendjében többedmagával a 21. helyet foglalja el 5 találkozó szolgálatával. Az aktív nemzetközi játékvezetéstől 1984-ben búcsúzott. Nemzetközi mérkőzéseinek száma: 70.

#### Világbajnokság
1977-ben Tunéziában és 1981-ben Ausztráliában az U20-as labdarúgó-világbajnokságon a FIFA JB bírói feladatokkal bízta meg.
| Időpont           | Helyszín                         | Mérkőzés típusa        | Mérkőzés             | Eredmény | Nézők száma |
| ----------------- | -------------------------------- | ---------------------- | -------------------- | -------- | ----------- |
| 1977. június 28.  | Chedli Zouiten Stadion, Tunisz   | selejtező (B csoport)  | Uruguay–Magyarország | 2 – 1    |             |
| 1977. július 3.   | El Menzah Stadion, Rades         | selejtező (A. csoport) | Franciaország–Mexikó | 1 – 1    |             |
| 1977. július 7.   | El Menzah Stadion, Rades         | egyik elődöntő         | Uruguay–Szovjetunió  | 0 – 0    |             |
| 1981. október 5.  | Ground Stadion, Sydney           | selejtező (D csoport)  | Anglia–Argentína     | 1 – 1    | 16 674      |
| 1981. október 11. | Olimpiai Park Stadion, Melbourne | egyik negyeddöntő      | Uruguay–Románia      | 1 – 2    | 14 800      |

A világbajnoki döntőhöz vezető úton Argentínába a XI., az 1978-as labdarúgó-világbajnokságra és Spanyolországba a XII., az 1982-es labdarúgó-világbajnokságra a FIFA JB játékvezetőként alkalmazta.
| Időpont            | Helyszín                   | Mérkőzés típusa        | Mérkőzés             | Eredmény |
| ------------------ | -------------------------- | ---------------------- | -------------------- | -------- |
| 1976. október 29.  | Központi Stadion, Kairó    | CAF zónadöntő          | Egyiptom–Etiópia     | 3 – 0    |
| 1977. december 11. | Központi Stadion, Tunisz   | Afrika (CAF) zónadöntő | Tunézia–Egyiptom     | 4 – 1    |
| 1981. április 25.  | Központi Stadion, Auckland | AFC/OFC zónadöntő      | Új-Zéland–Ausztrália | 3 – 3    |

#### Európa-bajnokság
Az európai-labdarúgó torna döntőjéhez vezető úton Olaszországba a VI., az 1980-as labdarúgó-Európa-bajnokságra és Franciaországba a VII., az 1984-es labdarúgó-Európa-bajnokságra az UEFA JB játékvezetőként foglalkoztatta.
| Időpont           | Helyszín                    | Mérkőzés típusa           | Mérkőzés          | Eredmény | Nézők száma |
| ----------------- | --------------------------- | ------------------------- | ----------------- | -------- | ----------- |
| 1979. október 28. | Empire Stadion, Gżira       | előselejtező (7. csoport) | Málta–Törökország | 1 – 2    | 2 615       |
| 1983. március 30. | Qemal Stafa Stadion, Tirana | előselejtező (6. csoport) | Albánia–NSZK      | 1 – 2    | 25 000      |

#### Nemzetközi kupamérkőzések
Vezetett Kupa-döntők száma: 1.

##### Kupagyőztesek Európa-kupája
Az Európai Labdarúgó-szövetség (UEFA) JB szakmai munkájának elismeréseként megbízta a döntő találkozó koordinálásával.
| Időpont         | Helyszín                     | Mérkőzés típusa | Mérkőzés                | Eredmény | Nézők száma |
| --------------- | ---------------------------- | --------------- | ----------------------- | -------- | ----------- |
| 1983. május 11. | Nya Ullevi Stadion, Göteborg | döntő           | Aberdeen–Real Madrid CF | 2 : 1    | 17 804      |

## Sportvezetőként
A CAI (Commissione Arbitri Interregionale) vezetője, a CRA  (Regional Referees Committee) elnöke és SS Lazio képviselője az AIA Sports Justice-nál.

## Írása
- A labdarúgó játékvezető (olaszul: l'arbitro di calció) – 1984-ben az 1983-as Kupagyőztesek Európa-kupája döntő után ragadott tollat, játékvezetői életképének megírására.

## Szakmai sikerek
1976-ban az Olasz Labdarúgó-szövetség Játékvezető Bizottsága (JB), elismerve szakmai munkásságát a Dr. Giovanni Mauro alapítvány elismerő díjával jutalmazta.

## Magyar vonatkozás
| Időpont           | Helyszín            | Mérkőzés típusa          | Mérkőzés               | Eredmény | Nézők száma |
| ----------------- | ------------------- | ------------------------ | ---------------------- | -------- | ----------- |
| 1976. március 27. | Népstadion Budapest | 496. válogatott mérkőzés | Magyarország–Argentína | 2 – 0    | 25 000      |